# Croatia Open Umag 2006
Il Croatia Open Umag 2006 è stato un torneo di tennis giocato sulla terra rossa.
È stata la 17ª edizione del Croatia Open Umag, che fa parte della categoria International Series nell'ambito dell'ATP Tour 2006. Si è giocato all'International Tennis Center di Umago, Croazia, dal 24 al 30 luglio 2006.

## Campioni

### Singolare
Stan Wawrinka ha battuto in finale  Novak Đoković che si è ritirato sul punteggio di 6–6

### Doppio
Jaroslav Levinský /  David Škoch hanno battuto in finale  Guillermo García López /  Albert Portas con il punteggio di 6–4, 6–4